# Karl E. Weick
Karl Edward Weick (* 31. Oktober 1936 in Warsaw, Indiana) ist emeritierter Professor für Organisationsverhalten und -psychologie an der Ross School of Business der University of Michigan. Er gilt als einer der renommiertesten Organisationsforscher weltweit.

## Leben
Ab 1954 studiert Weick an der Wittenberg University (Springfield, Ohio), wo er 1958 mit dem Bachelor abschloss. 1960 erhielt er sein Master’s Degree in Psychologie an der Ohio State University und 1962 schloss er sein Ph.-D.-Studium in Psychologie an der gleichen Universität erfolgreich ab.
Nach seinem Studium übernahm Weick eine Assistenzstelle an der Purdue University in Lafayette, Indiana (1962–1965). Es folgten eine Reihe von Gastprofessuren, einschließlich eines Jahres in Utrecht (Niederlande), in Minneapolis, an der Stanford University und der Cornell University (Ithaca, New York), wo er eine volle Professur erhielt. Im Anschluss lehrte Weick noch ein Jahr an der Seattle University und an der University of Texas, bis er schließlich 1988 die Rensis Likert Collegiate Professur of Organizational Behavior and Professor of Psychology an der University of Michigan übernahm, wo er bis zu seiner Emeritierung lehrte.
Noch während seines Studiums heiratete Weick 1957 Karen Lee Eickhoff. Aus der Ehe gingen drei Söhne, Kirk, Kyle und Kris hervor.

## Zusammenfassung von Weicks Arbeit

### Theoretische Überlegungen
Weick nimmt eine aktivitätsorientierte Perspektive ein, bevorzugt beispielsweise managen (Verb) vor Management (Nomen) und organisieren (Verb) vor Organisation (Nomen), um die Aktivität im Denken zu verankern.
Weick betrachtet Organisationen als sinngenerierende Systeme (engl. sensemaking systems), die ihre Selbstwahrnehmung rückblickend ständig neu erzeugen, wobei sie ihre Umwelt und sich selbst beobachten. Mitglieder von Organisationen bestätigen das Ergebnis dieser Erzeugung sich selbst und anderen Mitgliedern gegenüber und erzeugen (Enactment) so ihre jeweilige Version von Wahrheit, Richtigkeit und dem entsprechenden Verhalten (vgl. Unternehmenskultur). Dabei versteht Weick unter Sensemaking weit mehr als bloße Interpretation (Auslegung). Sensemaking erzeugt eine eigene soziale Realität.

„Leute wissen, was sie denken, wenn sie sehen, was sie sagen
people know what they think when they see what they say“

Somit findet Sinnerzeugung immer im Rückblick statt, als unablässiges Zusammenweben von Sinn aus Glauben, unausgesprochenen Annahmen, Erzählungen, unausgesprochenen Regeln für die Entscheidungsfindung und den daraus resultierenden Handlungsoptionen. Einmal in Worte gefasst, verändern sich die Inhalte wieder, weil Worte nur unvollständige Container für Sinn sind und der sinnerzeugende Prozess über die Worte in eine andere Richtung gelenkt wird. Zudem wird Sinn über die selektive Wahrnehmung, wo einzelne Teile der Wirklichkeit unterschiedlich (oder gar nicht) wahrgenommen werden, noch weiter verändert.
Festlegungen müssen in einer solchen fließenden Welt immer wieder neu begründet werden. Es entsteht ein endloser Strom von sinnerzeugenden Begründungen, am offensichtlichsten während Sitzungen, die Weick als sinngenerierende Gelegenheiten betrachtet. Nur diejenigen, die zur Sitzung erscheinen, können dem komplexen erzeugten Sinn folgen. Weick nennt sieben kennzeichnende Merkmale für die Sinnerzeugung in Organisationen. Sinnerzeugung
1. basiert auf der Konstruktion des Selbst, weil die Selbstwahrnehmung immer wieder neu erzeugt wird.
2. ist retrospektiv (zurückblickend), ein nie endender Prozess der Vergangenheitsverarbeitung aus einem kontinuierlichen Fluss von Wahrnehmungen
3. produziert eine zweckmäßige Umwelt, weil Menschen den Sinn ihrer eigenen Welt erzeugen. Indem sie das tun, erzeugen sie auch gleichzeitig einen Teil dieser Welt, produzieren also rekursive Realität – bis die Welt „Sinn ergibt“. Dabei ist Plausibilität wichtiger als Korrektheit, so dass widersprüchliche Fakten „übersehen“ oder wegdiskutiert werden.
4. ist sozial, weil sie aus den Interaktionen der Menschen einer Organisation entsteht
5. ist kontinuierlich, da sie nie anfängt oder endet, immer im Fluss
6. konzentriert sich auf Hinweise und wird aus Hinweisen erzeugt, d. h., dass von vertrauten Referenzpunkten ausgegangen wird. Die Kontrolle über diese Referenzpunkte ist eine Machtquelle, weil die Sinnerzeugung anderer von den Referenzpunkten abhängt.
7. wird mehr von Plausibilität als von Genauigkeit getrieben, da Menschen nach dem handeln, was ihnen plausibel erscheint, unabhängig davon, ob man es messen kann.

Weick beschreibt diese Vorgänge immer wieder an Beispielen aus der Realität, seien es schottische Produzenten von Wollkleidung, die Giftkatastrophe des Union Carbide-Werkes in Bhophal, Indien oder der Feuertod einer Löschmannschaft im Mann Gulch, Montana.
Weick führt nach Vorarbeiten von James G. March und anderen das Konzept der Kopplung zwischen Organisationselementen in die Organisationstheorie ein. Einige Elemente von Organisationen sind eng gekoppelt, andere lose. Eng gekoppelte Organisationen werden nur wenig von ihrer beobachteten Umwelt beeinflusst, da sie durch ihr hohes Maß an Struktur nur bestimmte Informationen aus der Umwelt verarbeiten. Als Beispiel für eine eng gekoppelte Organisation nennt Weick die idealtypische Verwaltung von Weber. Lose gekoppelte Organisationen sind weitaus sensibler für Veränderungen in ihrer Umwelt, jedoch haben sie das Problem, dass einzelne Teilbereiche der Organisation nur schwer auf andere Bereiche innerhalb des Systems Einfluss nehmen können.
Allen Organisationen gemeinsam ist die Behandlung von unsicheren, uneinheitlichen und sich verändernden Informationen. Trotz der Fassade von Rationalität befinden sich Organisationen in einem permanenten Prozess von Subjektivität, Vorstellungen und Zufälligkeit.

### Praxisbezogene Ratschläge
Weick gibt Managern zehn Ratschläge, wie sie in Anbetracht obiger Ausführungen, besser managen.
1. Verfallen Sie angesichts von Unordnung nicht in Panik – es ist besser etwas Unordnung zuzulassen und die Information aufzunehmen, anstatt sie herauszufiltern und zu übersehen.
2. Nichts kann jemals vollständig erledigt werden – Alles was Sie tun hat Auswirkungen jenseits der beabsichtigten, auch indirekte und langsame Wirkungen.
3. Chaotische Aktivität ist besser als ordentliche Inaktivität – Sinnerzeugung entsteht aus der Aktivität, keine Aktivität erzeugt somit auch nicht viel Sinn.
4. Die wichtigste Entscheidung ist oft die unscheinbarste – Entscheidung darüber, was erhaltenswert in Ordnern, Dateien oder sonst wo vorgehalten wird, sind die Grundlage für zukünftige Aktivitäten. Solche Entscheidungen erscheinen unwichtig, aber sie erhalten eine Vergangenheit, aus der wir die Gegenwart und die Zukunft konstruieren.
5. Es gibt keine Lösung – Es gibt keine einfachen Antworten, kaum etwas ist richtig oder falsch. Lernen Sie zu improvisieren, und erhalten Sie ein tolerables Niveau an Vernunft.
6. Vermeiden Sie Nutzen-Denken – Gute Anpassung im Heute reduziert die Optionen für die Zukunft. Die starke Konzentration auf Nutzen im Jetzt kann den zukünftigen Nutzen völlig unmöglich machen. Es ist besser, eine gewisse Unordnung im System zu behalten und so Optionen für die Zukunft zu haben.
7. Die Landkarte ist das Land – Wenn Manager die Vergangenheit analysieren, erzeugen sie eine Erfahrungs-Landkarte. Projiziert man diese Landkarte auf die Zukunft, egal wie stark die Landkarte die Wahrheit auch vereinfacht, dann ist sie eine Richtschnur, die mehrfach durchdacht wurde, und wird damit zum besten verfügbaren Wegweiser.
8. Planen Sie das Organigramm neu – Lassen Sie sich nicht von der konventionellen Darstellung der Organisation einfangen. Formulieren Sie neu, schreiben sie um, und ersetzen beispielsweise die Titel mit der Wirkung, die die Personen auf Sie haben.
9. Visualisieren Sie ihre Organisation als evolutionäres System – Betrachten Sie was sich entwickelt, was sie tun können und was getan werden könnte. Betrachten Sie auch, was nicht getan werden kann und was Sie nicht können.
10. Machen Sie sich selbst kompliziert – Überlegen Sie unterschiedliche Ursachen, alternative Lösungen, neue Situationen, kompliziertere Lösungen und genießen sie es!

## Plagiatsvorwürfe
In mehreren Artikeln greift Weick auf eine Geschichte zurück, die ursprünglich durch den ungarischen Nobelpreisträger Albert Szent-Györgyi erzählt wurde und in einem Gedicht des tschechischen Dichters Miroslav Holub in der Literaturbeilage der Times erschienen war. Weick veröffentlichte das Gedicht mit einigen oberflächlichen Unterschieden manchmal ohne Angabe einer Quelle, manchmal mit der Nennung von Szent-Györgyi oder Holub aber ohne die Erläuterung, dass es sich um eine, im Wesentlichen wortgetreue Abschrift handelt. Das Plagiat wurde durch Thomas Basbøll und Henrik Graham in einem Artikel thematisiert. In einer Erwiderung bestritt Weick das Plagiat und behauptete, "als ich begann, die Geschichte als ein Beispiel für kognitive Effekte zu sehen, hatte ich den ursprünglichen Artikel mit Holub's Gedicht längst verloren und ich wusste nicht einmal mehr, wo ich die Geschichte gelesen hatte ... ich rekonstruierte die Geschichte nach besten Kräften." Damit ist nicht erklärbar, warum die Rekonstruktion so dicht an Holubs Original geriet. In den Worten von Basbøll und Graham: "Die American Historical Association erkennt die Existenz dieser üblichen Verteidigung in einigen Plagiatsfällen durchaus an, und bemerkt kurz, dass es "nur im Kontext einer weiteren Toleranz zu minderwertiger Arbeit verständlich sei."

## Werke
Zwei seiner Bücher sind auch auf Deutsch erhältlich:
- Der Prozeß des Organisierens. Suhrkamp, Frankfurt am Main 1985, ISBN 3-518-06039-2 (auch als Taschenbuchausgabe, 1995; Titel des engl. Originals: The Social Psychology of Organizing)
- mit Kathleen M. Sutcliffe: Das Unerwartete managen. Wie Unternehmen aus Extremsituationen lernen. Klett-Cotta, Stuttgart 2003, ISBN 3-608-94238-6.